# Шорников, Алексей Владимирович
Алексей Владимирович Шорников (род. 5 января 1979) — российский хоккеист, защитник.

## Биография
Воспитанник колпинского «Ижорца». Выступал за команду во вторых по силе лигах России в сезонах 1994/95 — 1998/99. В начале сезона 1999/2000 провёл пять матчей за СКА в Суперлиге. В том же сезоне играл за СКА-2 и петербургский «Спартак». Дальнейшая судьба неизвестна.